# A Batalha
O jornal A Batalha (1919 — actualidade) é um periódico operário de tendência anarcossindicalista fundado em 23 de Fevereiro de 1919, no mesmo ano da Confederação Geral do Trabalho (CGT) portuguesa, de que seria porta-voz. Foi seu primeiro redactor principal o tipógrafo e jornalista Alexandre Vieira. Como jornal diário alcançou a terceira maior tiragem em Portugal. Cessou a sua publicação como diário a 26 de maio de 1927, data em que as suas instalações foram destruídas pela polícia. Ressurgiu inúmeras vezes, com periodicidade diferente, tendo sido relançado em 2017, por uma equipa constituída por antigos e novos militantes.
Quando surgiu, A Batalha teve um sucesso tal que dificultou a ação repressiva contra o novo jornal. A Batalha foi um jornal diário, coisa hoje impensável, chegando a ser o terceiro mais vendido em Lisboa, a seguir a O Século e ao Diário de Notícias. Beneficiava duma grande vantagem: quando havia greve dos tipógrafos, era o único diário que circulava. Para o seu sucesso contou para além do conteúdo político, o talento literário dos seus colaboradores, como Ferreira de Castro, autor entre outros de A Selva, e que foi no seu tempo o escritor português mais traduzido.

## Descrição
Nesse jornal operário, e no seu Suplemento Literário Ilustrado, colaboraram distintos jornalistas, escritores e artistas de afinidades libertárias como Pinto Quartim, Julião Quintinha, Mário Domingues, Ferreira de Castro e Roberto Nobre. 
A Batalha publicou ainda uma revista gráfica quinzenal, intitulada A Renovação sob o lema «novos horizontes sociais».
Durante a Primeira República Portuguesa o jornal foi suspenso diversas vezes e as suas instalações na Calçada do Combro, em Lisboa, foram assaltadas pela polícia. Em consequência do Golpe de 28 de Maio de 1926, a CGT e o jornal sindicalista-revolucionário A Batalha foram proibidos, tendo publicado o seu último número no dia 26 de maio de 1927, sendo nessa data as suas instalações completamente destruídas pela polícia. 

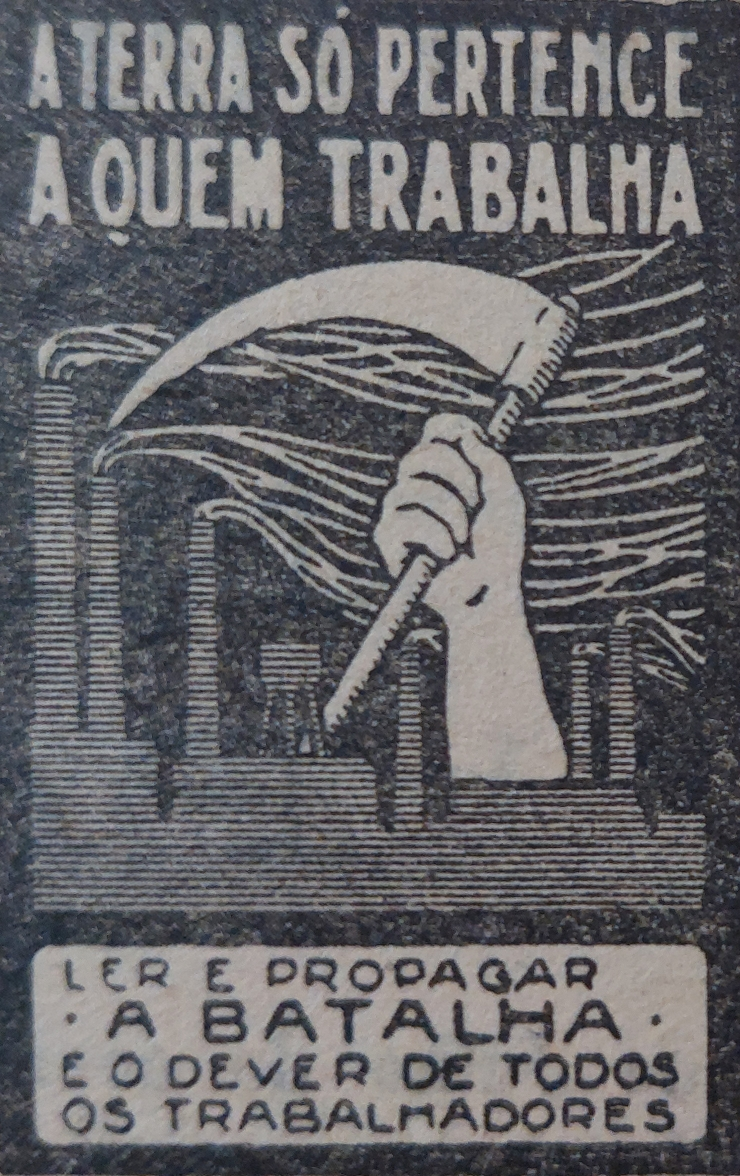
Selo dA Batalha (1926)

Não obstante a destruição das suas instalações e de muitos militantes anarco-sindicalistas se encontrarem presos no Campo de Concentração do Tarrafal, entre os quais Mário Castelhano, o seu último redactor principal, que ali morreria, A Batalha foi sendo editada de forma irregular e clandestina até ao final da década de 1940. 
Com o derrube da ditadura portuguesa, em 25 de abril de 1974, um grupo de velhos militantes anarco-sindicalistas, entre os quais Emídio Santana, um dos autores do atentado falhado, em 1937, contra o ditador Oliveira Salazar, retomaram a sua publicação sendo editada até à atualidade agora com a designação de A Batalha: Jornal Anarquista. Colaboradores desta última série do jornal A Batalha vieram a criar outras publicações anarquistas entre elas a revista Utopia.
Em 2017 volta novamente à actividade, através da iniciativa de antigos e novos militantes, com renovada imagem gráfica e periodicidade bimestral. 
A história do jornal foi escrita por Jacinto Baptista na obra Surgindo Vem ao Longe a Nova Aurora… .